# BRDC International Trophy
International Trophy je nagrada, ki jo vsakoletno podeljuje Klub Britanskih dirkačev (BRDC) zmagovalcu avtomobilske dirke na dirkališču Silverstone Circuit v Angliji. Mnogo let je bila poleg dirke Race of Champions v Brands Hatchu glavna dirka Formule 1 v Združenem kraljestvu, ki ni štela za prvenstvo.
Med letoma 1950 in 1978 je dirka potekala pod pravili Formule 1 in je privabila mnoga moštva in dirkače, ki so lahko pred odločilnim delom prvenstva testirali dirkalnik v tekmovalnih pogojih. S tem, ko je postajala Formula 1 vse dražja, je zanimanje za dirke, ki niso štele za prvenstvo, močno upadlo in od leta 1977 je dirka potekala pod pravili Formule 2. Od leta 1984 se je Formula 2 preoblikovala v Formulo 3000 in dirka je med letoma 1985 in 2004 potekala pod pravili Formule 3000, ko se je dirka v takšni obliki končala. Od leta 2005 pa tu poteka dirka zgodovinskih dirkalnikov.

## Zmagovalci

### 1949 - 1978:Formula 1
| Sezona | Dirkač                | Konstruktor       | Poročilo |
| ------ | --------------------- | ----------------- | -------- |
| 1978   | Keke Rosberg          | Theodore-Cosworth | Poročilo |
| 1976   | James Hunt            | McLaren-Ford      | Poročilo |
| 1975   | Niki Lauda            | Ferrari           | Poročilo |
| 1974   | James Hunt            | Hesketh-Cosworth  | Poročilo |
| 1973   | Jackie Stewart        | Tyrrell-Ford      | Poročilo |
| 1972   | Emerson Fittipaldi    | Lotus-Ford        | Poročilo |
| 1971   | Graham Hill           | Brabham-Cosworth  | Poročilo |
| 1970   | Chris Amon            | March-Cosworth    | Poročilo |
| 1969   | Jack Brabham          | Brabham-Ford      | Poročilo |
| 1968   | Denny Hulme           | McLaren-Ford      | Poročilo |
| 1967   | Mike Parkes           | Ferrari           | Poročilo |
| 1966   | Jack Brabham          | Brabham-Repco     | Poročilo |
| 1965   | Jackie Stewart        | BRM               | Poročilo |
| 1964   | Jack Brabham          | Brabham-Climax    | Poročilo |
| 1963   | Jim Clark             | Lotus-Climax      | Poročilo |
| 1962   | Graham Hill           | BRM               | Poročilo |
| 1961   | Stirling Moss         | Cooper-Climax     | Poročilo |
| 1960   | Innes Ireland         | Lotus-Climax      | Poročilo |
| 1959   | Jack Brabham          | Cooper-Climax     | Poročilo |
| 1958   | Peter Collins         | Ferrari           | Poročilo |
| 1957   | Jean Behra            | BRM               | Poročilo |
| 1956   | Stirling Moss         | Vanwall           | Poročilo |
| 1955   | Peter Collins         | Maserati          | Poročilo |
| 1954   | José Froilán González | Ferrari           | Poročilo |
| 1953   | Mike Hawthorn         | Ferrari           | Poročilo |
| 1952   | Lance Macklin         | HWM-Alta          | Poročilo |
| 1951   | Reg Parnell           | Ferrari           | Poročilo |
| 1950   | Giuseppe Farina       | Alfa Romeo        | Poročilo |
| 1949   | Alberto Ascari        | Ferrari           | Poročilo |

### 1977 - 1984:Formula 2
| Sezona | Dirkač         | Konstruktor      | Poročilo |
| ------ | -------------- | ---------------- | -------- |
| 1984   | Mike Thackwell | Ralt-Mugen Honda | Poročilo |
| 1983   | Beppe Gabbiani | March-BMW        | Poročilo |
| 1982   | Stefan Bellof  | Maurer-BMW       | Poročilo |
| 1981   | Mike Thackwell | Ralt-Honda       | Poročilo |
| 1980   | Derek Warwick  | Toleman-Hart     | Poročilo |
| 1979   | Eddie Cheever  | Osella-BMW       | Poročilo |
| 1977   | René Arnoux    | Renault-Gordini  | Poročilo |

### 1985 - 2004:Formula 3000
| Sezona | Dirkač             | Konstruktor         | Poročilo |
| ------ | ------------------ | ------------------- | -------- |
| 2004   | Vitantonio Liuzzi  | Lola-Zytek Judd     | Poročilo |
| 2003   | Björn Wirdheim     | Lola-Zytek Judd     | Poročilo |
| 2002   | Tomáš Enge         | Lola-Zytek Judd     | Poročilo |
| 2001   | Sébastien Bourdais | Lola-Zytek          | Poročilo |
| 2000   | Mark Webber        | Lola-Zytek          | Poročilo |
| 1999   | Nicolas Minassian  | Lola-Zytek          | Poročilo |
| 1998   | Juan Pablo Montoya | Lola-Zytek          | Poročilo |
| 1997   | Tom Kristensen     | Lola-Zytek          | Poročilo |
| 1996   | Kenny Bräck        | Lola-Zytek          | Poročilo |
| 1995   | Ricardo Rosset     | Reynard-Cosworth    | Poročilo |
| 1994   | Franck Lagorce     | Reynard-Cosworth    | Poročilo |
| 1993   | Gil de Ferran      | Reynard-Cosworth    | Poročilo |
| 1992   | Jordi Gené         | Reynard-Mugen Honda | Poročilo |
| 1990   | Allan McNish       | Lola-Mugen Honda    | Poročilo |
| 1989   | Thomas Danielsson  | Reynard-Cosworth    | Poročilo |
| 1988   | Roberto Moreno     | Reynard-Cosworth    | Poročilo |
| 1987   | Mauricio Gugelmin  | Ralt-Honda          | Poročilo |
| 1986   | Pascal Fabre       | Lola-Cosworth       | Poročilo |
| 1985   | Mike Thackwell     | Ralt-Cosworth       | Poročilo |